# Honeybush

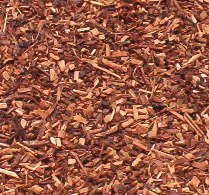
Herbata Honeybush

Honeybush albo Heuningbos – napar z liści, łodyg i kwiatów miodokrzewu (Cyclopia intermedia, a także Cyclopia subternata), gatunku spokrewnionego z czerwonokrzewem, znanym jako Redbush lub Rooibos. W smaku podobna do rooibosa, nieco łagodniejsza, wolna od goryczy i ma przyjemny miodowy smak i aromat (stąd nazwa).
Napar jest sporządzany i stosowany jak zwykła herbata, przy czym nie zawiera kofeiny, zatem nie działa pobudzająco. Podaje się ją przy przeziębieniach. Pita na zimno, jako herbata mrożona, działa orzeźwiająco.

## Dane
- Pochodzenie Afryka Południowa, kraina Gór Przylądkowych,
- Czas zbiorów – wiosna,
- Wygląd liści wąskie, igiełkowate, żółte,
- Smak świeży, kwiatowy, owocowy, o miodowym aromacie,
- Działanie herbata bezkofeinowa, o uspokajającym, częściowo nawet leczniczym działaniu (ze względu na obecność pinitolu(inne języki), zmodyfikowanego cukru, w którym grupa metylowa zastępuje miejsce glukozy może być stosowana jako środek na kaszel)
- Dawkowanie suszu 1 czubata łyżka na litr wrzącej wody; ewentualne dodatki – mleko i cukier,
- Czas naciągania gotować ok. 20 minut na bardzo małym ogniu kolor naparu – żółtoczerwony,